# Oceania Rugby Cup 2019
Der FORU Oceania Rugby Cup 2019 war die 10. Durchführung des Turniers für Tier-Three-Rugbyteams aus Ozeanien. Teilnehmer in diesem Jahr waren Nauru, Niue, Papua-Neuguinea und die Salomonen. Das Turnier dauerte vom 23. August bis zum 1. September 2019. Sieger nach der Gruppenphase war Papua-Neuguinea.
| Rang                  | Team            | Spiele | Siege | Unentschieden | Niederlagen | +/-  | BP | Punkte |
| --------------------- | --------------- | ------ | ----- | ------------- | ----------- | ---- | -- | ------ |
| 1                     | Papua-Neuguinea | 3      | 3     | 0             | 0           | +105 | 2  | 14     |
| 2                     | Niue            | 3      | 2     | 0             | 1           | +77  | 1  | 9      |
| 3                     | Salomonen       | 3      | 1     | 0             | 2           | +50  | 2  | 6      |
| 4                     | Nauru           | 3      | 0     | 0             | 3           | −222 | 0  | 0      |
| Quelle: Oceania Rugby |                 |        |       |               |             |      |    |        |

## Spieltag 1, 23. August 2019
Niue 19:17 Salomonen
Papua-Neuguinea 89:05 Nauru

## Spieltag 2, 27. August 2019
Nauru 07:61 Salomonen
Papua-Neuguinea29:10 Niue

## Spieltag 3, 31. August 2019
Nauru 05:89 Niue
Papua-Neuguinea 15:13 Salomonen